# Житомирский уезд
Жито́мирский уе́зд — административная единица в составе Волынской губернии Российской империи, существовавшая с 1795 года по 1923 год. Уездный город — Житомир.

## История
Уезд образован в 1795 году в составе Волынского наместничества. В 1796 году уезд вошёл в состав Волынской губернии. В 1923 году уезд был расформирован, на его территории образован Житомирский район Житомирского округа.

## Население
По переписи 1897 года население уезда составляло 433 859 человек, в том числе в городе Житомир — 65 895 жит.

### Национальный состав
Национальный состав по переписи 1897 года:
- украинцы (малороссы) — 270 729 чел. (62,4 %),
- евреи — 61 963 чел. (14,3 %),
- немцы — 46 922 чел. (10,8 %),
- русские — 25 583 чел. (5,9 %),
- поляки — 24 678 чел. (5,7 %),

## Административное деление
В 1913 году в состав уезда входило 20 волостей:
| - Андрушёвская — м. Андрушёвка, - Барашевская — с. Бараши, - Бежевская — с. Бежево, - Горошковская — м. Горошки, - Коднянская — м. Кодни, - Котелянская — м. Котельна, - Краснопольская — м. Краснополь, - Красносельская — с. Красноселки, - Левковская — м. Левков, - Мотовиловская — с. Мотовиловка, | - Озадовская — с. Озадовка, - Пулинская — м. Пулины, - Пятковская — м. Пятка, - Солотвинская — с. Солотвин, - Трояновская — м. Троянов, - Ушомирская — м. Ушомир, - Фасовская — д. Фасова, - Черняховская — м. Черняхов, - Чудновская — м. Чуднов, - Янушпольская — м. Янушполь. |